# 朱以澍
陽信昭定王朱以澍（1580年1月31日—1635年6月15日），號德宇，明朝魯藩第六代陽信王，陽信端順王朱壽鈔的嫡長子。

## 生平
萬曆八年正月十六日（1580年1月31日）生。萬曆十九年（1591年），封陽信長子。萬曆二十九年（1601年）三月，陽信端順王朱壽鈔去世。萬曆三十四年（1606年）五月，朱以澍襲封陽信王。
天啟二年（1622年），山東白蓮教徒反叛，兗州府城因受到圍攻而危如累卵。朱以澍捐俸助餉，與總戎楊肇基、都司楊國棟運籌帷幄，叛亂在五旬內被蕩平。
崇禎八年五月初一日（1635年6月15日），朱以澍去世，享年五十六歲，諡號昭定。三年後，長子朱弘楅襲爵。

## 家庭

### 妻
- 曾氏，翰林院五經博士曾承業長女，冊為陽信王妃。

### 子
- 嫡長子：陽信王朱弘楅
- 第二子：鎮國將軍朱弘椂
- 第三子：鎮國將軍朱弘機
- 第四子：鎮國將軍朱弘㭞

### 女
- 長女：永壽縣主，儀賓楊應訓
- 第二女：縣主，儀賓孔氏
- 第三女：縣主，儀賓鞏秀叢[1]